# Planplatte
Die Planplatte oder planparallele Platte gehört zu den optischen Bauelementen.

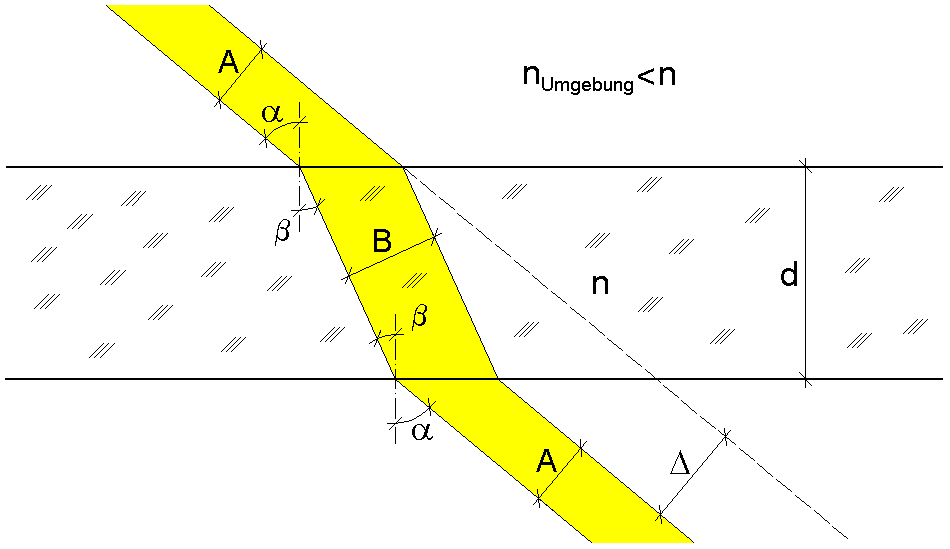
Parallelverschiebung an einer Planplatte

## Bildebenenversatz
Die Planplatte kann keine eigene  Abbildung erzeugen wie eine Linse. Jedoch kann sie die Lage der Bildebene einer Abbildung in Abhängigkeit von Plattendicke {\displaystyle d} und dem Brechungsindex {\displaystyle n} verschieben:
Wenn man in den Bildraum eines Strahlenganges eine Planplatte senkrecht zur optischen Achse einbringt, so wird die Bildebene um den Betrag
{\displaystyle a=d{\frac {n-1}{n}}}
auf das abbildende Objektiv hin verschoben. Dies gilt in guter Näherung für kleine „Öffnungswinkel“, bei denen der Tangens gleich dem Sinus dieses Winkels gesetzt werden kann.
Dieser Bildebenenversatz kann vermessen und zur einfachen Bestimmung des Brechungsindex der Planplatte verwendet werden, wobei der Brechungsindex der Luft mit {\displaystyle 1} angesetzt wird:
{\displaystyle n={\frac {d}{d-a}}}
Der Effekt kann beispielsweise in Aquarien gut beobachtet werden, wo sich zwischen Objekt und Betrachter eine dicke Wasserschicht (zusätzlich zur Glaswand des Aquariums) befindet.

## Parallelverschiebung
Bei schrägem Einfall erfährt ein Lichtstrahl an beiden Grenzflächen der Planplatte eine Brechung. Dabei ist der Austritts-Winkel gleich dem Eintritts-Winkel {\displaystyle \alpha }, und der Austritts-Querschnitt gleich dem Eintritts-Querschnitt {\displaystyle A} des Strahles. Der austretende Strahl ist aber parallel gegenüber dem einfallenden um den Abstand {\displaystyle \Delta } verschoben. Es gilt
{\displaystyle \Delta =d\,\sin(\alpha )\,\left(1-{\frac {\cos(\alpha )}{\sqrt {n^{2}-\sin ^{2}(\alpha )}}}\right)}
Die Parallelverschiebung {\displaystyle \Delta } wird größer, wenn man die Dicke {\displaystyle d} der Platte, den Einfallswinkel {\displaystyle \alpha } oder den Brechungsindex {\displaystyle n} des Platten-Mediums vergrößert.

### Ophthalmometer nach Hermann von Helmholtz
Das Ophthalmometer nach Hermann von Helmholtz nutzt das Prinzip des Parallelversatzes. Mit ihm lässt sich der Abstand zweier Punkte bestimmen. Dabei ist auch die Vermessung des Punktabstandes auf einer gekrümmten Fläche (beispielsweise der Hornhaut eines Auges) möglich.

## Reflexionseigenschaften
- Siehe Totalreflexion, Brewster-Fenster
- Siehe auch: Planplattenmikrometer